# Operation Hurricane (Australien)
Die Operation Hurricane war der erste britische Atombombentest, der am 3. Oktober 1952 auf Trimouille Island, einer der 174 kleinen Montebello-Inseln an der Nordwestküste in Western Australia durchgeführt wurde.

## Politik
Großbritannien entschied im Jahre 1947, dass es eigene Atomwaffen unabhängig von den USA in ihrem Atomic Weapons Research Establishment in Aldermaston in der Grafschaft Berkshire entwickeln und herstellen werde. Da der Test dieser Waffen nur in wenig bewohnten Gebieten aufgrund der Gefahren für die öffentliche Gesundheit erfolgen sollte, wurde ein geeignetes Testgebiet gesucht. Zunächst hofften die Briten das amerikanische Testgelände in Nevada für ihre Zwecke nutzen zu können, doch dies wurde von US-amerikanischer Seite nicht genehmigt. Die Briten planten daraufhin zunächst Tests auf einem Gelände der Groote Eylandt im Golf von Carpentaria oder auf einer der Inseln in der Bassstraße von Tasmanien durchzuführen. Im Jahre 1950 sandte der britische Premierminister Clement Attlee eine persönliche Nachricht an den australischen Premierminister Robert Menzies unter höchster Geheimhaltungsstufe, in der er fragte, ob britische Atomwaffen auf den Montebello-Inseln getestet werden können. Menzies sagte dies im Prinzip zu, ohne das australische Parlament vorher zu befragen.
Attlee wies die australische Seite auf die Folgen der radioaktiven Verstrahlung der nordöstlichen Inselgruppe infolge der Tests für die anschließenden drei Jahre hin und dass ein Betreten dieses Gebiets Strahlenschäden beispielsweise bei Perlenfischern und anderen Personen hervorrufen kann. Attlee gab seiner Hoffnung Ausdruck, dass die australische Regierung dies zu berücksichtigen wisse und entsprechende Maßnahmen ergreifen werde. Die Folgen für die Natur wurden von ihm nicht erwähnt.

## Bombentest
Die britische Atombombe war eine Kopie der Bombe Fat Man, die von einem US-amerikanischen Bomber über Nagasaki in Japan im Zweiten Weltkrieg am 9. August 1945 abgeworfen worden war. Diese Bombe war etwa 550 Meter über einer Mitsubishi-Waffenfabrik zur Explosion gebracht worden und hatte eine Sprengkraft von etwa 21 Kilotonnen TNT entwickelt.
Da die Briten die Befürchtung hatten, dass eine Atombombe auf einem Schiff nach Großbritannien geschmuggelt und zur Explosion gebracht werden könnte, testeten sie die Explosionswirkung auf einem Schiff.
Die getestete Bombe enthielt Plutonium, das in großen Teilen in Großbritannien im Atomkraftwerk in Windscale, heute umbenannt in Sellafield, in der Grafschaft Cumbria hergestellt wurde. Da dieses britische Atomkraftwerk zum Lieferzeitpunkt am 1. August 1952 nicht genügend Plutonium hergestellt hatte, lieferte Kanada das zur Durchführung fehlende Plutonium.
Die Hurricane-Bombe explodierte am 3. Oktober 1952 um 08.00 Uhr Ortszeit innerhalb der Schiffshülle der HMS Plym, einer Fregatte mit 1.370 Bruttoregistertonnen, die in einer Bucht der Trimouille Island 350 Meter vom Inselufer entfernt verankert war. Die Explosion erfolgte 2,7 Meter unterhalb der Wasserlinie der Fregatte mit einer Sprengkraft von etwa 25 Kilotonnen TNT. Die Explosion erzeugte einen Krater von 6,0 Metern Tiefe und einem Radius von 300 Metern. Das Schiff wurde bis auf einzelne kleine Metallteile pulverisiert. Die heißen kleinen Metallreste entzündeten Spinifex-Gras, das auf der Insel wuchs, und die bei der Explosion entstandene atomare Wolke erreichte eine Höhe von 4500 Metern.
Nach diesem Test war Großbritannien eine Atommacht. Weitere britische Tests erfolgten hauptsächlich im Inland von Australien bei Maralinga in der Woomera Prohibited Area (siehe auch Liste von Kernwaffentests).

## Untersuchungskommission
1985 beschäftigte sich die McClelland Royal Commission mit den Folgen der britischen Kernwaffentests. Diese brachte zutage, dass die Tests erhebliche Folgen für Menschen und Natur hatten und die Belastungen durch Fallouts dreimal höher als erwartet gewesen waren.

## Einzelnachweis
1. ↑  Australian studies in law, crime and justice (Memento vom 17. Januar 2016 im Internet Archive)

Koordinaten: 20° 24′ 6,5″ S, 115° 34′ 37,2″ O